# مقتل فاليريا ماركيز
أتزيري فاليريا ماركيز لوبيز ،  المعروفة باسم فاليريا ماركيز اكتسبت شهرة على وسائل التواصل الاجتماعي وخاصة انستقرام وتيك توك من خلال منشوراتها الموجهة نحو نمط الحياة وأنشأت لاحقًا صالون تجميل في مدينة زابوبان ، خاليسكو .  تم إطلاق النار عليها وقتلها أثناء البث المباشر على TikTok في صالون التجميل الخاص بها.  ظهرت إحدى صديقاتها وهي تقوم بإغلاق البث المباشر من هاتفها.